# 襟裳丸
襟裳丸（えりもまる）は太平洋戦争中に日本で建造された戦時標準型貨物船。船主は日本郵船。

## 船歴
「襟裳丸」は2A型戦時標準船の1隻として三菱重工業広島造船所で建造され、1944年（昭和19年）11月17日に起工。1945年（昭和20年）4月23日に進水し、同年5月20日に竣工した。
竣工後は船舶運営会使用船となるが、軍の徴用は受けず一貫して民間船として活動。自衛用として連装機銃を3基装備した。
処女航海では、関門海峡で機雷の爆発により推進器軸が湾曲する被害を受けた。修理後、「襟裳丸」は唐津・麗水間を2往復した。
8月、「襟裳丸」は羅津へ向かう。同地で積み荷中の8月9日、日ソ開戦となり、港内の船舶はソ連機の攻撃を受けた。最初の空襲では右舷側に至近弾があり、船体に破孔が生じた。2回目の空襲では左舷船尾に至近弾を受け、火災が発生。火災は鎮火したが、浸水のため傾斜し始める。3回目の空襲でも被害を受け、傾斜は増大した。10日、軍当局より総員退船命令が出る。同日、再び空襲を受けて4番船倉に被弾のほか、至近弾も多数受け、排水不能となり、総員退避した。船体は放棄された。
人的被害は死者が船員1名、警戒隊3名、重傷者が船員3名、警戒隊9名であった。
終戦後、ソ連により接収されているが、以後の消息は不明。